# 相馬顕胤
相馬 顕胤（そうま あきたね）は、戦国時代の大名。相馬氏14代当主。

## 生涯
相馬氏13代当主・相馬盛胤の子として誕生。
伊達稙宗の長女を娶り、大永元（1521年）14歳で家督を継いだ。
父・盛胤が明応元年（1492年）に攻略するも、岩城氏によって奪還されていた楢葉郡の富岡城（富岡町）・木戸城（楢葉町）を大永4年（1524年）に奪還。弟の三郎胤乗（乗胤）を富岡城代に、標葉六騎七人衆の一氏・下浦泰清（常陸）を木戸城代とした。
稙宗とその子・晴宗の父子間の争乱である天文の乱では、懸田俊宗・義宗父子と共に第一の稙宗方として活躍した。
『奥相茶話記』によれば、顕胤は懸田義宗と共に、いったん西山城の稙宗を救出し懸田城（掛田城・伊達市霊山町掛田、茶臼山公園）に移したが、後に再び晴宗は稙宗を西山城に幽閉したので、顕胤は和解の交渉につとめたが晴宗は従わず、戦いを交えるにいたったという。
天文12年（1543年）9月、長谷倉新兵衛あての書状の中で稙宗は「相馬氏懸田より日々出陣せらる。その勇邁比類なし」（「伊達正統次考」）と記しているが、顕胤自ら指揮を取り晴宗を苦戦に追い込んだことが知られる。信夫の大森城の戦い（福島市）では、晴宗方の戦死者100余名に対し、相馬方でも岡田胤通ら60余名の戦死者を出し、また平沢の合戦でも水谷式部（水谷胤重の父か）・青田能登初め30余名の戦死者を出している（『東奥中村記』『奥相茶話記』）。伊達郡高子原の戦いでは晴宗の軍を破り、稙宗を西山城から救出して小高城に送り届けたという（『奥相茶話記』『給人根元記』）。
稙宗の小高入城のことは伊達氏の資料には見えないが、天文14年（1545年）6月、晴宗が岩城重隆に当てた書状の中で、「或は謂ふ、宇多の中村（相馬中村城）に在留すと、亦謂ふ相馬に打ち超さると、未だ知らずいかん」」（「伊達正統次考」）と述べていることから、このとき顕胤は岳父・稙宗を伴って小高城に入城したものとみられる。相馬関係の諸資料も稙宗の小高入城を伝えているのが多い。
顕胤は入城に先立って、同慶寺に入り「此者どもの忠死、言語に尽くし難し」（『東奥中村記』）といって戦死者の霊を弔うために17日間の法要を営み、戦死者の留守宅を弔問し、また在陣中の兵糧輸送に当たった女場（おなば）村、福岡村（南相馬市小高区女場・福岡）の百姓を訪ねその労をねぎらったという（『東奥中村記』『奥相史』『奥相茶話記』）。当時は女場村、福岡村ほか三か村を「御台所入用」、「御手作地」などと呼んで、代々領主の私領のような形で食糧を賄っていた。小高城に入った稙宗は、その翌年の頃伊具郡丸森城に移ったが、途中千倉庄（南相馬市）石宮を通るとき、かつて岩松義政が岩松四天王らに、主家に叛くことのないように誓詞を石に刻ませたという故事にならって、その起請石に「伊達七世弓を相馬に引くべからず」と墨書きしたという（『東奥中村記』『奥相茶話記』）。
天文12年（1543年）頃、顕胤の掛田出陣中に、黒木弾正正房・中村大膳義房兄弟が叛き、北郷田中城を攻めようとしたのを討って宇多（うた・うだ）郡の実権を掌握。相馬中村城には草野式部直清（草野直清）を、黒木城代には青田信濃を置いた（『東奥中村記』『奥相史』『奥相茶話記』『御経済略記』）。こうして宇多、行方（なめかた）、標葉（しねは）の三郡に実権を及ぼし、戦国大名相馬氏の基礎を固めたのである。
天文18年（1549年）2月2日、小高にて死去。嫡子・盛胤が家督を継いだ。

## 人物
- 身の丈六尺（180cm）余りの当時としては長身で、八人力で鉄の軍扇を自由に操る勇将といわれた[1]。
- 文雅にもすぐれ、領民に深い慈愛をかけた。他国を侵略せず、しかも他氏からの相馬領侵略は完全に排除したと伝わる[1]。